# Ельжбетув (Сохачевський повіт)
Ельжбетув (пол. Elżbietów) — село в Польщі, у гміні Тересін Сохачевського повіту Мазовецького воєводства.
Населення — 329 осіб (2011).
У 1975-1998 роках село належало до Скерневицького воєводства.

## Демографія
Демографічна структура станом на 31 березня 2011 року:
|          | Загалом | Допрацездатний вік | Працездатний вік | Постпрацездатний вік |
| -------- | ------- | ------------------ | ---------------- | -------------------- |
| Чоловіки | 165     | 33                 | 121              | 11                   |
| Жінки    | 164     | 31                 | 102              | 31                   |
| Разом    | 329     | 64                 | 223              | 42                   |